# Église Saint-Pierre d'Aizier
Pour les articles homonymes, voir Saint-Pierre et Pierre.
L'église Saint-Pierre est située à Aizier, dans l'Eure. Construite à partir du XIIe siècle, elle est partiellement classée et inscrite au titre des monuments historiques,.

## Historique
L'église est construite dans la seconde moitié du XIIe siècle. 
La nef est reconstruite au XVIe siècle. Elle est flanquée d'un collatéral au sud. L'avant-chœur  est voûté sur croisée d'ogives.
En 1695, la nef est raccourcie. La façade occidentale est reconstruite. Le collatéral sud est détruit avant 1849, laissant visibles trois arches de pierre.
L'église est à la présentation de l'abbaye de Fécamp.

## Protection
Le clocher et l'abside sont classés le 15 novembre 1913, la nef est inscrite le 21 octobre 1961 au titre des monuments historiques,.

## Description
La toiture de la tour clocher, qui comporte une unique cloche, est couverte de pierres montées en pyramide.
La restauration de l'édifice roman fait l'objet d'une campagne en deux phases, dont la première s'est achevée en septembre 2021.
Cette opération financière fait appel au concours de la fondation du patrimoine et de l'association des amis des monuments et des sites de l'Eure.

## Galerie d'images

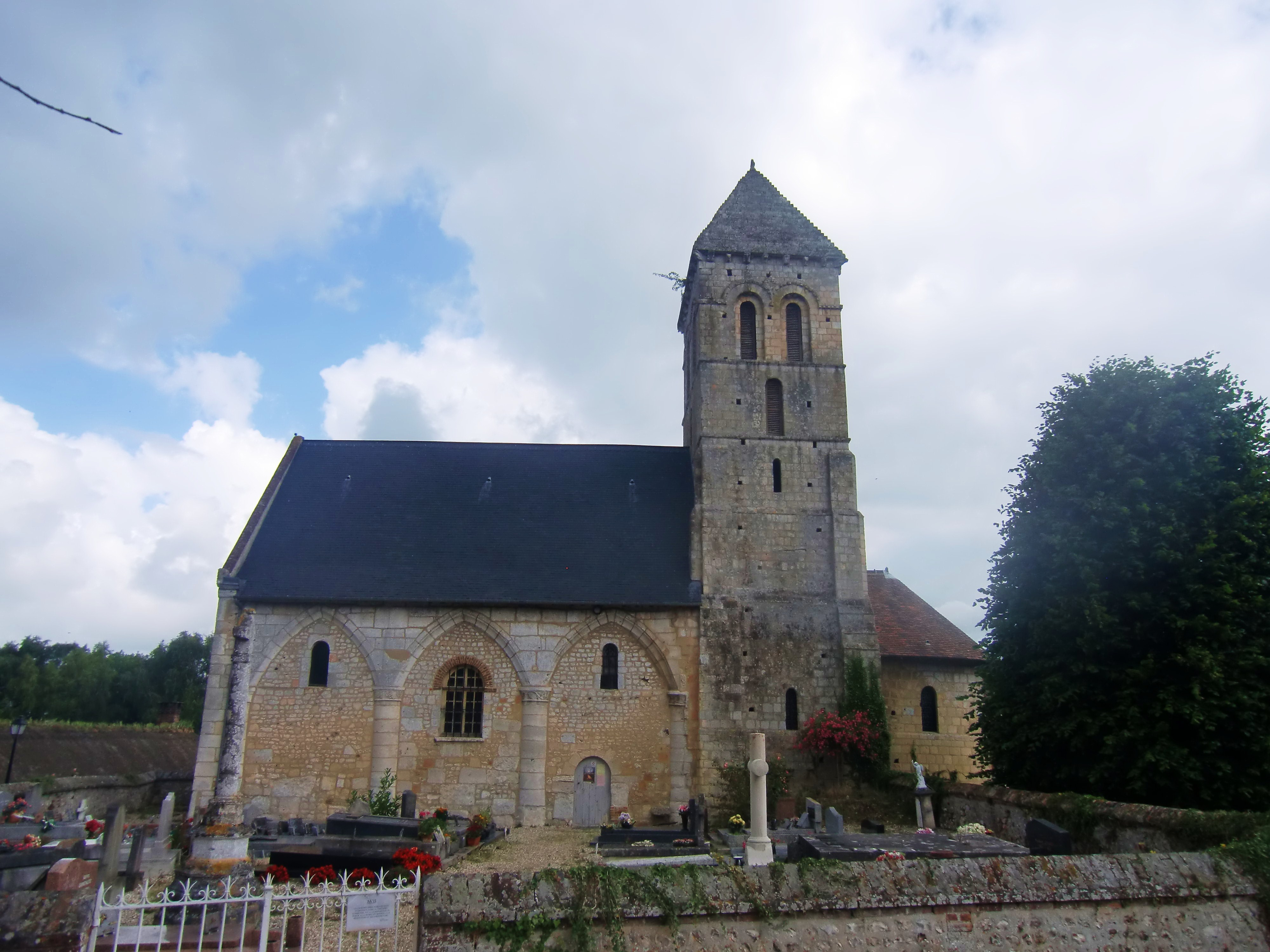
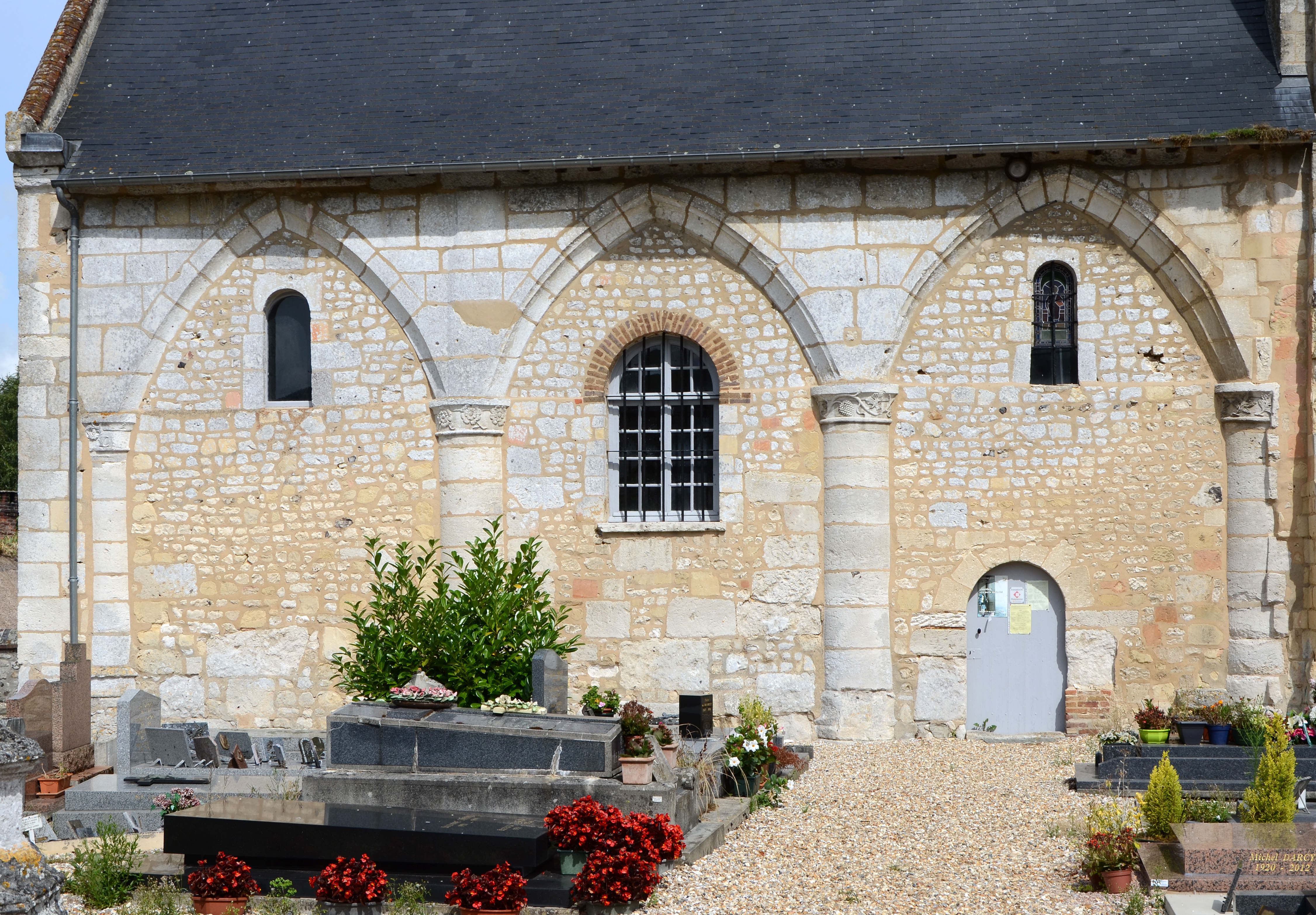
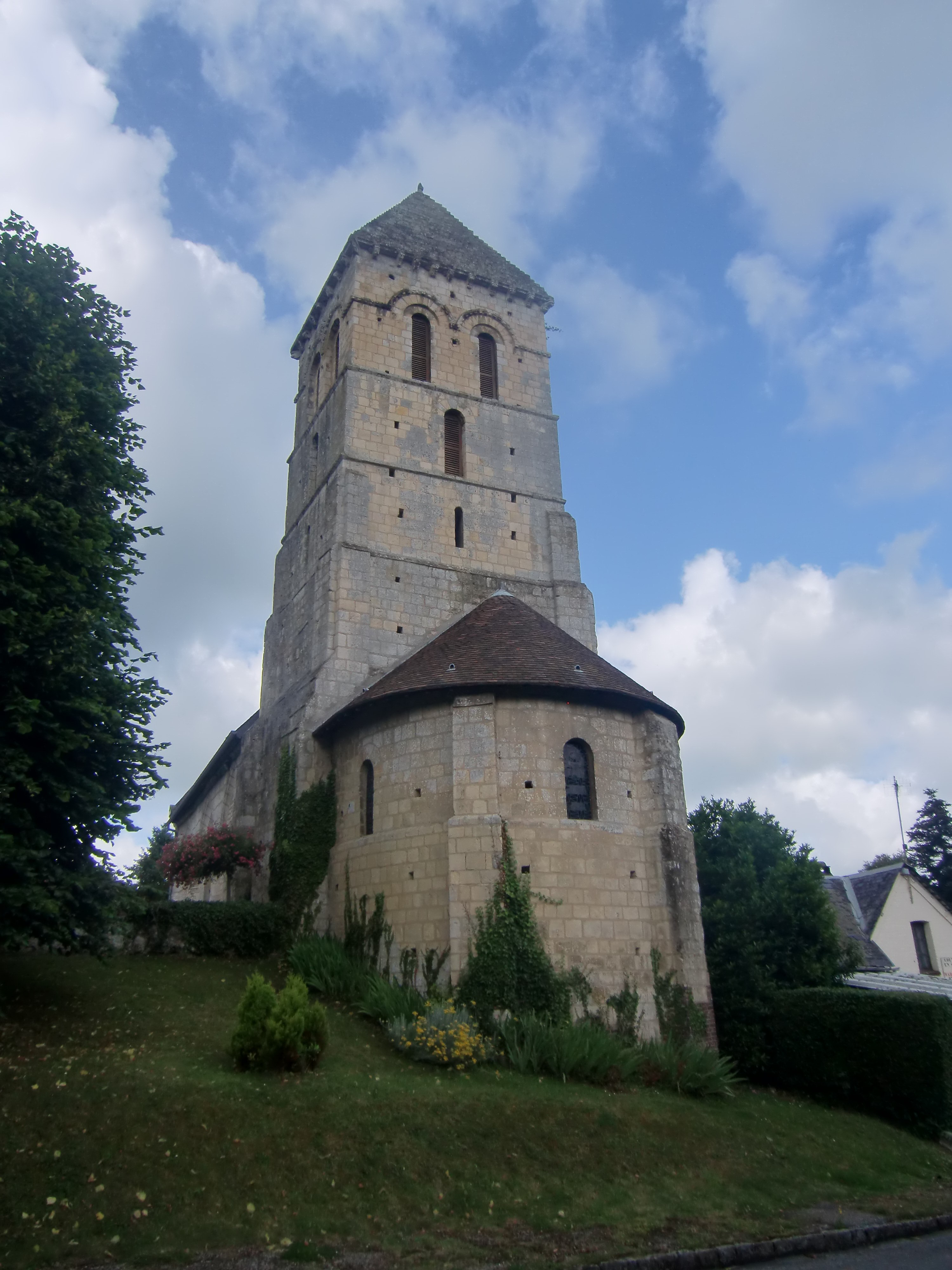